# Linia kolejowa Szostaków – Olita
Linia kolejowa Szostaków – Olita – linia kolejowa na Litwie łącząca stację Szostaków ze ślepą stacją Olita.
Linia położona jest w okręgu olickim. Na całej długości jest niezelektryfikowana i jednotorowa.

## Historia
Linia została oddana do użytku w 1899 jako część kolei zaniemeńskiej, łączącej Grodno, Suwałki i Orany. Po zakończeniu I wojny światowej, linia ta została przedzielona granicą polsko-litewską, początkowo nieposiadając bezpośredniego połączenia z pozostałą częścią litewskiej sieci kolejowej. Zyskała je w 1923 od strony zachodniej, po wybudowaniu przez władze Litwy Kowieńskiej linii z Kozłowej Rudy do Szostakowa. Na wschodzie natomiast linia na odcinku transgranicznym została rozebrana, a później skrócona do Olity. Kolejnego skrócenia linii dokonano w 1997, gdy rozebrano tory przebiegające przez Olitę, kończąc linię na zachodnim dworcu miasta.
Początkowo linia leżała w Imperium Rosyjskim, w latach 1918 - 1940 położona była na Litwie, następnie w Związku Sowieckim (1940 - 1991). Od 1991 ponownie znajduje się w granicach niepodległej Litwy.